# Буран
„Буран“ (от руски: „снежна буря“) е космически кораб за многократно използване, създаден в СССР в средата на 80-те години на 20 век. За пръв и единствен път Буран е изстрелян в орбита на 15 ноември 1988 г. с помощта на ракетата носител „Енергия“, без екипаж на борда – корабът се управлява дистанционно от Земята. Програмата е прекратена през 1993 г., а корабът е унищожен през 2002 г. при инцидент с хангара, в който е съхраняван.

## Първи полет
Първият полет е осъществен в 03:00 UTC на 15 ноември 1988 г. Корабът е изведен в орбита с помощта на ракета носител „Енергия“. Животоподдържаща система не е поставена, нито е инсталиран софтуер, с който да функционират компютрите.
Буран обикаля Земята два пъти за 206-минутен полет. При връщането си изпълнява автоматично кацане на площадката до космодрума Байконур, където въпреки скоростта на странично духащия вятър от 17 м/с (61 км/ч) каца само на 3 метра встрани и 10 м по-напред от обозначеното за кацане място.

## Характеристика на кораба
Космическият кораб е с тегло 105 тона. Масата на конструкцията съставлява 62 тона. Масата на полезния товар при височина на орбитата 250 km е 30 тона, а при височина 450 km – 27 тона. Обем на кабината на екипажа – 73 m3 за екипаж (от 2 до 4 души) и пътници до 6 (т.е. общо до 10 души на борда на совалката). Масата на полезния товар, връщан от височина на орбита към земната повърхност, е до 15 тона.
Дължината на „Буран“ е 35,4 метра, височината му е 16,5 метра, размахът на крилете му е около 24 метра, а ширината на фюзелажа му е 5,6 метра.
Построяването му е възложено на Тушинските машиностроителни заводи, разположени в северозападната част на Москва. Буран е предназначен за многократно използване, като с негова помощ е било възможно извеждането на космически апарати в Космоса.
На външен вид Буран прилича на американските совалки. Руснаците правят опити за нещо различно, но накрая се спират на точно аеродинамично копие. Има и значителни разлики. Космическият кораб няма двигатели и има повече полезен обем. В орбита го извеждат външни ракети носители. Това му дава четири пъти по-голяма товароподемна сила. За разлика от совалките на САЩ, чиито носители са с твърдо гориво, „Буран“ има носители с течно гориво, които могат да се изключват. Така могат да се избегнат трагедии като тази с „Чалънджър“.

## Програма Буран
След разпадането на СССР проектът „Буран“ първоначално е замразен, а към 1993 г. е прекратен. По план е трябвало да бъдат построени 5 орбитални кораба, от които са построени само два, а третият е недостроен. Първият кораб-изделие 1.01 е единственият летял в Космоса. На 12 май 2002 г. е унищожен в резултат на разрушаване на покрива на зданието, в което е съхраняван, като при това загиват осем работници.
Вторият кораб-изделие 1.02 се намира в Казахстан на космодрума Байконур и е собственост на тази република. В началото на 1993 г. готовността му за полет е 95 – 97%. Третият кораб-изделие 2.01 е недостроен. Степента му на готовност се е оценявала различно – от 30 до 50%. Продаден е на авиационен музей в Германия.

## Външни препртаки
- ((ru)) За повече информация свързана с „Буран“
- ((en)) Първи полет на „Буран“
- Тайны забытых побед. 30. Забвение „Бурана“. (видео)